# Non liquet
Der lateinische Begriff non liquet kommt ursprünglich aus dem römischen Gerichtsverfahren und bedeutet „es ist nicht klar“. Auch heute wird im Verfahrensrecht bei Beweisproblemen mit non liquet eine Situation bezeichnet, in der weder der Tatsachenvortrag der einen noch der anderen Seite bewiesen werden kann.

## Konsequenzen aus der Non-liquet-Lage eines juristischen Falles
Die Folgen eines non liquet unterscheiden sich nach der jeweiligen Verfahrensart:

### Zivilprozess
Im Zivilprozess hängt die Entscheidung bei einem non liquet von der (materiellen) Beweislast ab. Derjenige, der nach den Regeln der Beweislast die streitige Tatsache zu beweisen hat, verliert den Rechtsstreit, weil er beweisfällig bleibt (zumeist der Anspruchsteller).
Eine Parteivernehmung von Amts wegen kommt in Betracht, wenn „aufgrund einer schon durchgeführten Beweisaufnahme oder des sonstigen Verhandlungsinhalts bereits eine gewisse Wahrscheinlichkeit für die durch die Parteivernehmung zu beweisende Tatsache spricht („Anbeweis“).“

### Strafprozess
Im Strafprozess führt ein non liquet je nach Verfahrensstadium:
- im Ermittlungsverfahren zur Einstellung des Verfahrens gegen den Beschuldigten
- im Zwischenverfahren zur Ablehnung der Anklagezulassung gegen den Angeschuldigten
- im Hauptverfahren zum Freispruch des Angeklagten.

Lassen Beweise hingegen erhebliche Zweifel am Tatgeschehen oder an der Schuld des Angeklagten zu, sodass sowohl eine für ihn günstige als auch eine ungünstige Schlussfolgerung gezogen werden kann, führt dies im Strafprozess ebenfalls zum Freispruch bzw. zur Einstellung (→ in dubio pro reo).

### Verwaltungsprozess
Im Verwaltungsprozess hängt die Frage, zu wessen Lasten die Unerweislichkeit einer Tatsache geht, vom materiellen Recht ab. Grundsätzlich gilt das Günstigkeitsprinzip, einen Grundrechtseingriff muss jedoch stets der Staat rechtfertigen.

„Die Beantwortung der Frage, wer das Risiko eines ‚non liquet‘ trägt, gehört zum materiellen Recht und ist daher nicht etwa von der zulässigen Klageart abhängig. Im Grundsatz trägt danach jeder Beteiligte den Rechtsnachteil für die Nichterweislichkeit der ihm günstigen Tatbestandsmerkmale (sog. Günstigkeitsprinzip oder Normbegünstigungsprinzip […]). Durch Auslegung der materiell-rechtlichen Norm ist zu ermitteln, welche Verteilungsanordnung die in ihr enthaltene ungeschriebene Beweislastnorm trifft. Ein absolut geltendes materielles Prinzip der Beweislastverteilung gibt es im Verwaltungsrecht ebenso wenig wie im Zivilrecht […]. Beansprucht der Staat das Recht, in einen durch ein negatorisches Grundrecht geschützten Freiheitsbereich einzugreifen, trägt er die Beweislast für die gesetzlichen Voraussetzungen dieses Eingriffs nach Maßgabe der Grundsätze über die Beweislast im Anfechtungsrechtsstreit  […]. Denn in der freiheitlichen Demokratie des Grundgesetzes bedarf der hoheitliche Eingriff in ein Grundrecht der Rechtfertigung; nicht ist umgekehrt die Ausübung von Grundrechten rechtfertigungsbedürftig […].“

## Sonstiges
Der Spätaufklärer Lichtenberg hat als Kürzel für kritisch-annotierende Lektüre vorgeschlagen: „Das N.L. zu gebrauchen beim Lesen, non liquet.“